# Хутірський заказник
Хутірськи́й заказник — ботанічний заказник місцевого значення в Україні. Об'єкт природно-заповідного фонду Хмельницької області.
Розташований у межах Шепетівського району Хмельницької області, на північ від села Климентовичі.
Площа 46,8 га. Статус присвоєно згідно з рішенням 4 сесії обласної ради від 16.12.1998 року № 13. Перебуває у віданні ДП «Славутський лісгосп» (Городецьке л-во, кв. 31, вид. 21, кв. 40, вид. 4, кв. 41, вид. 2).
Статус присвоєно для збереження двох відокремлених частин лісового масиву з цінними насадженнями сосни.